# Włochów (Przewóz)
Włochów (deutsch Wällisch, sorbisch Wilsk) ist ein Dorf in der Landgemeinde Przewóz im Powiat Żarski (Sorau) der Woiwodschaft Lebus in Polen.

## Geographie
Włochów liegt rund fünf Kilometer nordwestlich von Przewóz (Priebus); die Lausitzer Neiße, die die Oder-Neiße-Grenze bildet, fließt vier Kilometer südlich des Dorfes in westnordwestlicher Richtung. Włochów ist eines der Heidedörfer der Priebuser Heide, die sich östlich der Ortslage allmählich einem etwas freieren Höhengelände öffnet.
Nachbarorte sind Dąbrowa Łużycka (Dubrau) im Westen, Piotrów (Groß Petersdorf) im Nordosten und Dobrochów (Zessendorf) im Osten.

## Geschichte
Das altslawische Dorf gehörte nachweislich bereits zur Herrschaft Priebus, als diese unter den Herren von Hakeborn noch nicht zum schlesischen Herzogtum Sagan gehörte. Als Lehnsnehmer tauchen die von Wildenstein urkundlich mehrfach auf. Balthasar von Wildenstein beteiligte sich 1415 an einem Überfall westlich der Neiße in Viereichen; Hans von Wildenstein drang, wie einer Beschwerde aus dem Jahr 1427 zu entnehmen ist, mehrfach räuberisch ins saganische Gebiet ein. Er und sein Bruder Heinrich plünderten auch in der Niederlausitz, Heinrichs Knecht wurde 1437 in Sommerfeld gerichtet.
Im 16. Jahrhundert gehörte das Dorf denen von Metzrode, denen die Herren von Oppel als Besitzer folgten. Um die Wende zum 17. Jahrhundert begannen Fuhrleute auf dem Weg nach Muskau nicht mehr durch Priebus, sondern durch Wällisch zu fahren. Der Stadt entstanden dadurch Zolleinnahmeausfälle, während Nicol von Schellendorf als Lehnsnehmer diesen Schleichweg durch Anlage eines Wirtshauses mit Zollstation begünstigte.
Während des Dreißigjährigen Krieges wurde das Dorf so stark zerstört, dass es noch mehr als ein Jahrzehnt nach Kriegsende wüst lag. Die meisten Häuser waren im Verfall oder während des Krieges verbrannt, die Felder von Sträuchern überwuchert. Zusammen mit der Herrschaft Priebus fiel das Dorf 1668 an den saganischen Fürsten Wenzel von Lobkowitz, der das Rittergut in ein fürstliches Kammergut umwandelte.
Zusammen mit dem Herzogtum Sagan kam das Dorf nach dem Ersten Schlesischen Krieg ans Königreich Preußen. König Friedrich Wilhelm IV. soll sich einmal in der Gegend verfahren und dann von den Einwohnern Hilfe erhalten haben. Als Dank dafür erhielt die Gemeinde ein Essservice.
Durch die Auflösung des Kreises Sagan kam dessen westlicher Teil, darunter auch Wällisch, 1932 an den Kreis Rothenburg. Nach dem Zweiten Weltkrieg lag das Dorf infolge der Westverschiebung Polens auf der polnisch verwalteten Seite der Oder-Neiße-Linie. Gemeinsam mit den meisten anderen Gemeinden des Ostteils des Rothenburger Kreises kam das nun als Włochów bezeichnete Dorf zum Powiat Żarski, der aus dem polnischen Anteil des Sorauer Kreises hervorgegangen ist.

### Bevölkerungsentwicklung
| Jahr    | Einwohner |
| ------- | --------- |
| um 1785 | 141       |
| 1910    | 138       |
| 1933    | 165       |
| 1939    | 163       |

Nach der Verwüstung während des Dreißigjährigen Krieges war das Dorf noch einige Zeit unbesiedelt. 1689, rund vier Jahrzehnte nach Kriegsende, gab es wieder einen Erbscholzen, sieben Bauern und drei Gärtner. Um 1785 gab es im Dorf neun Bauern, 11 Gärtner und einen Häusler, die Bewohner bezifferte Friedrich-Albert Zimmermann mit 141. Fünfzehn Jahre später war die Zahl der Wirtschaften unverändert.
Gegenüber 1785 war die Zahl der Einwohner 1910 mit 138 nahezu unverändert, in den 1930ern lagen die Zahlen etwa 20 % über diesem Niveau.

### Ortsname
Der Ortsname ist 1427 als Weltz, 1540 als Welsch, 1749 als Wilsich und 1800 als Wellisch urkundlich überliefert. Bei Zimmermann und Weigel heißt das Dorf Wallisch.
Nach Pohl ist der Name slawischen Ursprungs, allein seine Ableitung ist zweifelhaft. Als Möglichkeiten nennt er ẃele ‛viel, groß’ mit einer Erweiterung nach ẃelišća ‛große Ackerbeete’, was auf leichten Boden hindeutet. Aber auch eine Ableitung von einem Personennamen Weliš als Kurzform von Welisław schließt er nicht aus.